# Sporting Challenger 2007
Lo Sporting Challenger 2007 è stato un torneo di tennis facente parte della categoria ATP Challenger Series nell'ambito dell'ATP Challenger Series 2007. Il torneo si è giocato a Torino in Italia dal 2 all'8 luglio 2007 su campi in terra rossa.

## Vincitori

### Singolare
Carlos Berlocq ha battuto in finale  Boris Pašanski con il punteggio di 6–4, 6–2

### Doppio
Pablo Cuevas /  Horacio Zeballos hanno battuto in finale  Pablo Andújar /  Flávio Saretta con il punteggio di 6–3, 6–1